# 16961 Mullahy
16961 Mullahy este o planetă minoră (asteroid), cu un diametru de 5,766 km, din centura de asteroizi. A fost descoperită pe 24 august 1998 la Experimental Test Site⁠(d) de Lincoln Near-Earth Asteroid Research. 
Obiectul prezintă o orbită caracterizată de o semiaxă mare de 2,6517344 UAi, o excentricitate de 0,18, o înclinație de 14,25612 ° în raport cu ecliptica.